# Bures Mälarkarta
Anders Bures Mälarkarta är ett tidigt kartverk över Mälaren som skapades troligen år 1614 av kartografen Anders Bure. Mälarkartan bär Anders Bures signatur (Andreas Bureus) och är dedikerad till den holländske adelsmannen och diplomaten Jacob van Dijck. Troligen trycktes kartan i samband med van Dijks besök i Sverige mellan maj och juni 1614. Kartan är ett kopparstick och betecknas som mycket sällsynt. Den upptäcktes på 1960-talet av en svensk kartsamlare i ett antikvariat i Schweiz. År 1976 förvärvades kartan av Kungliga biblioteket med anslag ur en privat fond.

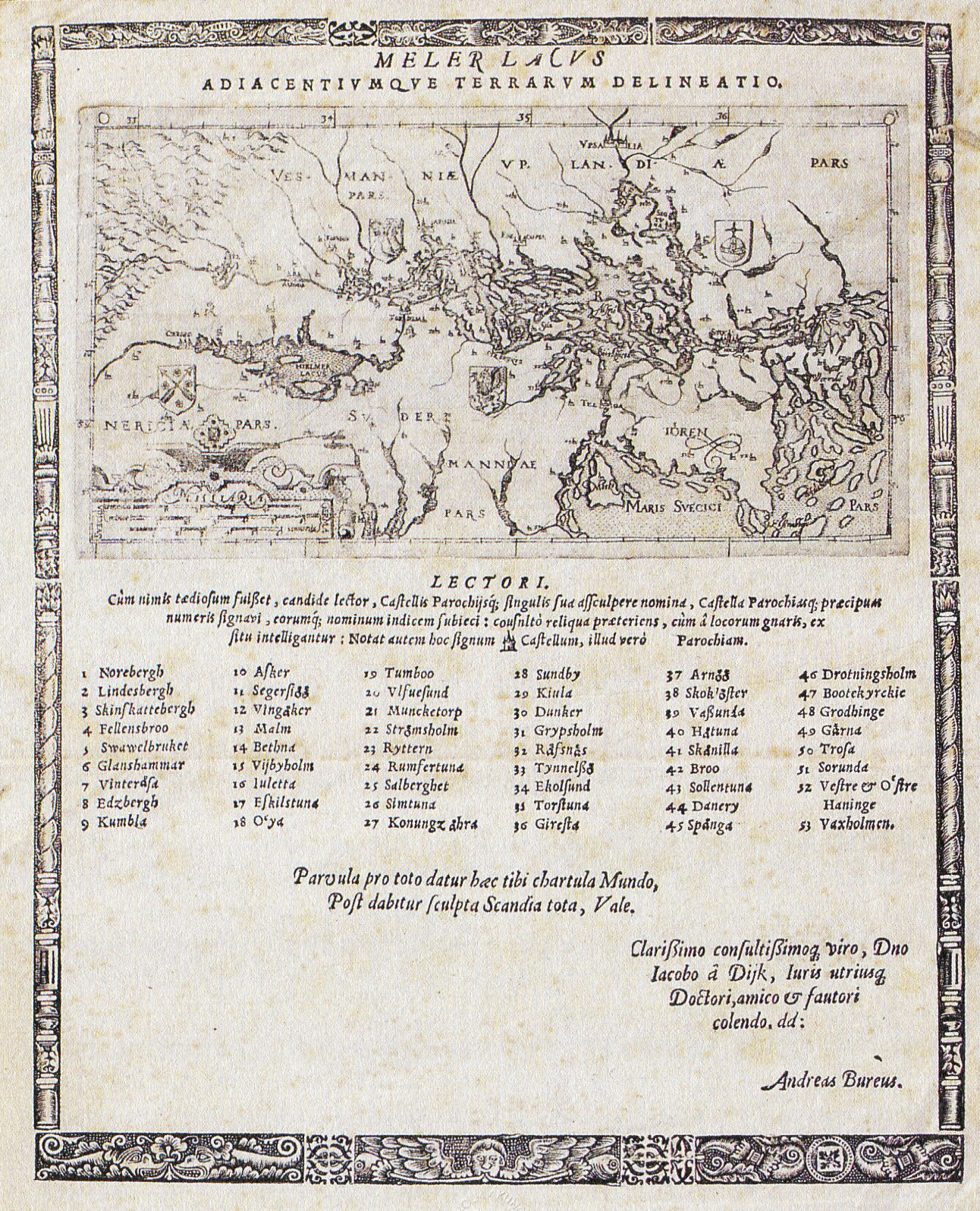
"Meler Lacvus", Anders Bures Mälarkarta, troligen från 1614.

Bures Mälarkarta har ett litet format, den graverade tryckplåten mäter bara 10 × 19 centimeter. Hela bladet mäter 31 centimeter på höjden. Kartan är infälld i ett blad i boktryck med latinsk titel, en dedication och en förteckning över socknar och andra ortnamn som förklarar siffrorna 1 till 53 som återfinns  i kartbilden. Sättet att återge vattenytor (med korta, horisontella  streck) påminner om kartografen Gerhard Mercators redovisningsätt, likaså kartans typografi. Kartområdet sträcker sig från Västerås i norr till Trosa i syd och från Örebro och Hjälmaren i väst till Vaxholm i öst. Stockholm markeras med Slottet Tre kronor.
Dedicationen är på latin och betyder: ”Denna lilla kartan får du istället för hela världen. Sedan skall du få hela Skandinavien i gravyr. Farväl.” Kartan och texten omges av en prydnadsram som kunde identifieras tillhörande boktryckaren Eskil Mattsson, som var verksam i Uppsala efter 1613. Den lilla Mälarkartan med sin dedication till van Dijck är det första tecknet på de svensk-holländska kontakterna på kartografins område, som framöver skulle bli allt intensivare, där exempelvis holländska kartografer reviderade och spred Andres Bures Nordenkarta och den första svenska sjöatlasen av Petter Gedda trycktes i Amsterdam.